# آیرونکلاد آتالانت
آیرونکلاد آتالانت (به انگلیسی: French ironclad Atalante) یک کشتی بود که طول آن ۶۸٫۷۸ متر (۲۲۵ فوت ۸ اینچ) بود. این کشتی  در سال ۱۸۶۸ ساخته شد.